# Sučava (župa)
Sučava (rumunsky Județul Suceava) je jedna z rumunských žup. Nachází se tedy na severovýchodě země, na hranici s Ukrajinou, jejím hlavním městem je Sučava. Většina jejího území náleží k Bukovině, východní část k Moldávii, západní okrajové oblasti už leží v Sedmihradsku. Žije zde přes 640 000 obyvatel.

## Charakter župy
Na východě hraničí župa s župami Botoșani a Iași, na jihu s župami Mureș, Harghita a Neamț, na západě s župami Maramureš a Bistrița-Năsăud. Severním sousedem je Černovická a Ivanofrankivská oblast Ukrajiny.
Území župy je velmi různorodé. Zatímco východ je nížinný se zemědělsky využívanou krajinou a velkými řekami, mezi které patří Siret a jeho přítoky Moldova a Sučava, na západ zasahují velehory Karpaty (nejvyšší bod je vysoký 1931 m). Hlavní město Sučava je přirozeným kulturním i ekonomickým centrem župy, je napojené na hlavní silniční i železniční tahy. Hlavními průmyslovými odvětvími jsou těžba dřeva (ze všech žup v Rumunsku má Sučava největší podíl lesů), těžba rud v horách, potravinářské a dřevařské závody jsou ve větších městech.

## Města a větší obce
| Město / obec             | Počet obyvatel |
| ------------------------ | -------------- |
| Sučava                   | 92 121         |
| Fălticeni                | 25 723         |
| Rădăuți                  | 23 822         |
| Câmpulung Moldovenesc    | 16 722         |
| Vatra Dornei             | 14 429         |
| Gura Humorului           | 13 667         |
| Vicovu de Sus            | 13 308         |
| Dolhasca                 | 10 298         |
| Liteni                   | 9 596          |
| Șcheia                   | 9 577          |
| Salcea                   | 9 015          |
| Marginea                 | 8 552          |
| Siret                    | 7 976          |
| Udești                   | 7 566          |
| Dumbrăveni               | 7 480          |
| Cajvana                  | 6 901          |
| (údaje k 20. říjnu 2011) |                |